# 塞维
塞维（法語：Sévis，法語發音：[sevi]）是法国滨海塞纳省的一个旧市镇，属于迪耶普区。2019年，塞维与临近的欧费和克雷西合并为新市镇瓦勒德锡。

## 地理
塞维（49°42'30"N, 1°9'46"E）面积6.4 平方千米，位于法国诺曼底大区滨海塞纳省，该省份为法国北部沿海省份，其西部及北部濒大西洋英吉利海峡，东起顺时针与索姆省、瓦兹省、厄尔省和卡爾瓦多斯省接壤。
与塞维接壤的市镇（或旧市镇、城区）包括：欧费、贝朗孔布尔、克雷西、拉克里克、科地区蒙特勒伊、圣埃利耶。

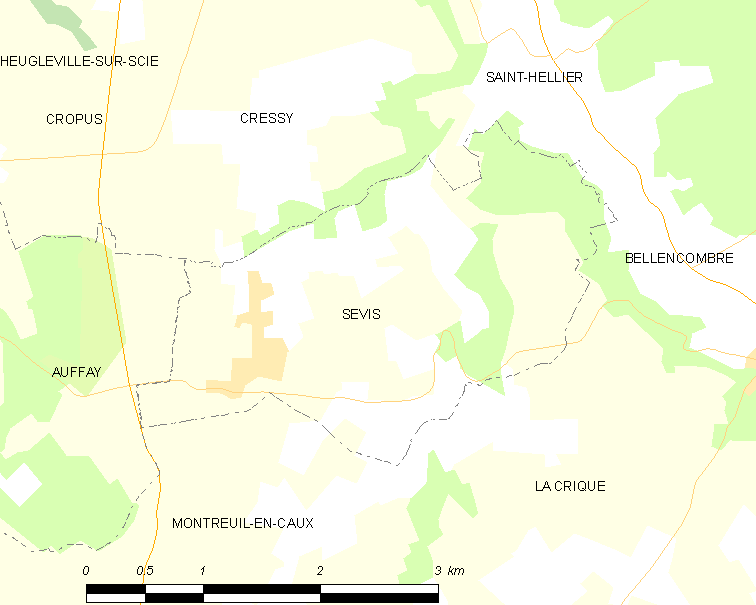
塞维的OSM定位图

塞维的时区为UTC+01:00、UTC+02:00（夏令时）。

## 行政
塞维的邮政编码为76850，INSEE市镇编码为76674。

## 政治
塞维所属的省级选区为吕讷赖县。

## 人口

1962-2008年间塞维人口变化图示

塞维于2018年1月1日时的人口数量为398人。